# Znaky na drodze
Znaki na drodze è un film polacco del 1970 diretto da Andrzej Piotrowski.

## Riconoscimenti
- Pardo d'oro all'opera seconda 1971 al Festival del cinema di Locarno